# Чашка кофию
«Чашка кофию» — третий студийный альбом российской певицы Марины Хлебниковой, выпущенный в 1997 году.

## Об альбоме
Главным хитом альбома стала заглавная песня, написанная Дмитрием Чижовым. По словам Хлебниковой, она изначально ей не понравилась, поскольку показалась слишком легкомысленной, однако она поддалась на уговоры автора и в результате получилась диско-песня. Также, по словам певицы, когда песня «стала доноситься из каждого утюга», она запаниковала, что может остаться в памяти слушателей певицей-однодневкой, поэтому обратилась к композитору Александру Зацепину, вместе они написали более серьёзную песню «Дожди», которая также стала большим хитом.
Согласно «Российскому музыкальному ежегоднику», в 1998 году альбом вошёл в топ-40 самых продаваемых компакт-кассет среди отечественных пластинок в России.

## Отзывы и признание
| Оценки критиков | Оценки критиков |
| Источник        | Оценка          |
| --------------- | --------------- |
| Живой звук      | [ 3 ]           |

В рецензии для газеты «Живой звук» Александр Кутинов написал: «Не обижайте Марину. Она, во-первых, неподражаемо зыркает чуть раскосым ордынским глазом, во-вторых, у нее на барабанах играет фактурный волосатый юноша, а в третьих — в тоскливой песенке „Дожди“ один пассаж, мучительно напоминает „Let ’em Dangle“ великого Элвиса Костелло. К тому же, в отличие от многих соратниц по стилю, она обычно попадает в ноты».
Александр Горбачёв в своей книге «Не надо стесняться. История постсоветской поп-музыки в 169 песнях» отметил, что Марина Хлебникова в основном своём репертуаре была певицей серьезной и даже печальной — но именно «Чашка кофею», заливистый плясовой шансон со свистом и притопываниями, принесла ей регалии и большие продажи, добавив, что песня эта — в некотором роде образец шлягера, целиком состоящего из зацепок: тут и мультяшные звуковые эффекты, и цитата из битловской «Drive My Car», и грамматическая странность в припеве, и грациозные анжамбеманы второго куплета, а кроме того, это ведь такой смысловой перевертыш: обычно песни про отношения между артистами и поклонниками поются от мужского лица — и звезды покровительственно сожалеют о том, чему не сбыться; у Хлебниковой все совсем наоборот — энергичная хозяйка берет инициативу в свои руки и отказывается от бестолкового лицедея.
Песни «Чашка кофию» и «Дожди» стали лауреатами премий «Песня года» и «Золотой граммофон». В 2011 году в журнале «Афиша» составили список из 99-ти «самых ярких и запомнившихся русских поп-хитов за последние 20 лет», включив туда и песню «Чашка кофию».

## Список композиций
1. «Чашка кофию» (Дмитрий Чижов) — 3:11
2. «Дожди» (Александр Зацепин, Марина Хлебникова) — 4:09
3. «Я бы не сказала…» (Герман Витке, Леонид Агутин) — 4:01
4. «Если — после» (Дмитрий Чижов, Марина Хлебникова) — 3:17
5. «Дым без огня» (Дмитрий Чижов, Алексей Познахарёв) — 3:56
6. «Не плачь, любимый» (Марина Хлебникова, Андрей Горбачёв) — 4:26
7. «Мы с тобою вдвоём» (Дмитрий Чижов) — 4:19
8. «Герой (Песня финской девушки)» (Марина Наринская, Михаил Макаренков) — 3:42
9. «Новый год» (Максим Катков) — 2:46
10. «Гимн „Европа Плюс“» (Константин Арсенев, Игорь Зубков) — 3:51 — совместно с дуэтом «Чай вдвоём»

## Участники записи
- Аранжировка — Дмитрий Чижов, Максим Катков, Марина Хлебникова
- Аранжировка, запись, сведение, музыкальный продюсер — Антон Логинов
- Вокал — Марина Хлебникова
- Гитара, бэк-вокал — Виктор Розенштейн
- Мастеринг — Валерий Таманов
- Продюсер — Алексей Савельев
- Ударные — Алексей Савельев мл.

Все данные взяты из аннотации к альбому.

## Видеоклипы
- 1997 — «Чашка кофию» (реж. Николай Викторов и Алексей Сеченов)[10]
- 1997 — «Дожди» (реж. Николай Викторов и Алексей Сеченов)[11]
- 1998 — «Если — после» (реж. Михаил Макаренков)[12]